# Grabovci
Grabovci es una localidad de Croacia situada en el municipio de Vodice, en el condado de Šibenik-Knin. Según el censo de 2021, tiene una población de 75 habitantes.

## Demografía
| Gráfica de población de Grabovci 1857-2011                         |
|                                                                    |
| Según los censos de población de la Oficina de Estadísticas Croata |